# Campionato d'Asia per club 1996-1997
Il Campionato d'Asia per Club 1996-1997 venne vinto dal Pohang Steelers (Corea del Sud).

## Primo turno

### Asia Occidentale
| Squadra 1           | Totale | Squadra 2             | Andata  | Ritorno |
| ------------------- | ------ | --------------------- | ------- | ------- |
| FK Neftchy Farg'ona | 8-2    | Pamir Dushanbe        | 4-1     | 4-11    |
| AiK Bishkek         | 3-6    | Yelimay Semipalatinsk | 2-4     | 1-2     |
| Kopetdag Asgabat    | 0-1    | Persepolis FC         | 0-0     | 0-1     |
| Al-Kazma            | 10-1   | Dhofar                | 9-0     | 1-12    |
| West Riffa          | (w/o)3 | Al-Nejmeh             | 2-1     | 0-3     |
| Al-Nasr             | (w/o)4 | Al-Sharjah            | {{{6}}} | {{{7}}} |
| Al-Rayyan           | bye    | {{{4}}}               | {{{6}}} | {{{7}}} |
| Al-Zawraa           | bye    | {{{4}}}               | {{{6}}} | {{{7}}} |

1 secondo altre fonti il ritorno finì 3-1

2 secondo altre fonti il ritorno finì 0-1

3 West Riffa ritirato prima andata

4 Al-Sharjah ritirato prima andata

### Asia Orientale
| Squadra 1                     | Totale      | Squadra 2        | Andata  | Ritorno  |
| ----------------------------- | ----------- | ---------------- | ------- | -------- |
| Shanghai Shenhua              | 9-2         | Instant-Dict FC  | 7-1     | 2-1      |
| Công an Thành phố Hồ Chí Minh | 1-2         | Johor FC         | 0-1     | 1-1(dts) |
| JCT FC                        | 2-2(4-2dcr) | New Road Team    | 1-1     | 1-11     |
| PSM Makassar                  | 1-4         | Pohang Steelers  | 1-0     | 0-4      |
| New Radiant                   | 1-0         | Pettah United SC | 1-0     | (w/o)2   |
| Yokohama Marinos              | (w/o)3      | GD Artilheiros   |         |          |
| Ilhwa Chunma                  | bye         | {{{4}}}          | {{{6}}} | {{{7}}}  |
| Thai Farmers Bank             | bye         | {{{4}}}          | {{{6}}} | {{{7}}}  |

1 secondo altre fonti il ritornò finì 2-2

2 ritorno apparentemente non giocato

3 GD Artilheiros ritirato prima andata

## Secondo turno

### Asia Occidentale
| Squadra 1             | Totale | Squadra 2           | Andata | Ritorno |
| --------------------- | ------ | ------------------- | ------ | ------- |
| Al-Zawraa             | 3-1    | FK Neftchy Farg'ona | 1-0    | 2-1     |
| Yelimay Semipalatinsk | 3-5    | Persepolis FC       | 3-0    | 0-5     |
| Al-Nejmeh             | 1-4    | Al-Nasr             | 1-0    | 0-4     |
| Al-Kazma              | 1-2    | Al-Rayyan           | 0-1    | 1-1     |

### Asia Orientale
| Squadra 1         | Totale | Squadra 2        | Andata | Ritorno |
| ----------------- | ------ | ---------------- | ------ | ------- |
| Ilhwa Chunma      | 1-0    | Shanghai Shenhua | 0-0    | 1-0     |
| Yokohama Marinos  | 3-1    | Johor FC         | 2-0    | 1-1     |
| JCT FC            | 1-2    | New Radiant      | 1-0    | 0-2     |
| Thai Farmers Bank | 1-5    | Pohang Steelers  | 1-3    | 0-2     |

## Quarti di finale

### Asia Occidentale
| Squadra       | G | V | N | P | GF | GS | DR | Pti |
| ------------- | - | - | - | - | -- | -- | -- | --- |
| Persepolis FC | 3 | 2 | 0 | 1 | 6  | 5  | +1 | 6   |
| Al-Zawraa     | 3 | 1 | 1 | 1 | 3  | 2  | +1 | 4   |
| Al-Nasr       | 3 | 1 | 1 | 1 | 4  | 4  | 0  | 4   |
| Al-Rayyan     | 3 | 1 | 0 | 2 | 3  | 5  | −2 | 3   |

| Doha 8 novembre 1996                                                                        | Al-Rayyan | 2 – 1              | Al-Nasr |  |
| \| \| \| \| \| Zamel Essa 55’ Mohd Salem Al Enazi 62’ \| Marcatori \| 72’ Majed Abdullah \| |           |                    |         |  |
|                                                                                             |           |                    |         |  |
| Zamel Essa 55’ Mohd Salem Al Enazi 62’                                                      | Marcatori | 72’ Majed Abdullah |         |  |

| Doha 8 novembre 1996                                                                   | Persepolis FC | 2 – 1            | Al-Zawraa |  |
| \| \| \| \| \| Reza Shahroudi 39’ Edmond Bezik 75’ \| Marcatori \| 71’ Sahib Hassan \| |               |                  |           |  |
|                                                                                        |               |                  |           |  |
| Reza Shahroudi 39’ Edmond Bezik 75’                                                    | Marcatori     | 71’ Sahib Hassan |           |  |

| Doha 10 novembre 1996                                                                             | Al-Nasr   | 3 – 2                               | Persepolis FC |  |
| \| \| \| \| \| Ohene Kennedy 70’, 87’, 89’ \| Marcatori \| 62’ Edmond Bezik 75’ Khodadad Azizi \| |           |                                     |               |  |
|                                                                                                   |           |                                     |               |  |
| Ohene Kennedy 70’, 87’, 89’                                                                       | Marcatori | 62’ Edmond Bezik 75’ Khodadad Azizi |               |  |

| Doha 10 novembre 1996                                                 | Al-Zawraa | 2 – 0 | Al-Rayyan |  |
| \| \| \| \| \| Moayad Attlya 40’ Mohamed Medhi 55’ \| Marcatori \| \| |           |       |           |  |
|                                                                       |           |       |           |  |
| Moayad Attlya 40’ Mohamed Medhi 55’                                   | Marcatori |       |           |  |

| Doha 12 novembre 1996                                                        | Al-Rayyan | 1 – 2                   | Persepolis FC |  |
| \| \| \| \| \| Mohamed Mutlaq 65’ \| Marcatori \| 44’, 89’ Khodadad Azizi \| |           |                         |               |  |
|                                                                              |           |                         |               |  |
| Mohamed Mutlaq 65’                                                           | Marcatori | 44’, 89’ Khodadad Azizi |               |  |

| Doha 12 novembre 1996 | Al-Nasr | 0 – 0 | Al-Zawraa |  |

### Asia Orientale
| Squadra          | G | V | N | P | GF | GS | DR  | Pti |
| ---------------- | - | - | - | - | -- | -- | --- | --- |
| Ilhwa Chunma     | 3 | 2 | 1 | 0 | 12 | 2  | +10 | 7   |
| Pohang Steelers  | 3 | 1 | 2 | 0 | 8  | 2  | +6  | 5   |
| Yokohama Marinos | 3 | 1 | 1 | 1 | 14 | 5  | +9  | 4   |
| New Radiant      | 3 | 0 | 0 | 3 | 0  | 25 | −25 | 0   |

| Taegu 24 novembre 1996 | Ilhwa Chunma | 9 – 0 | New Radiant |  |
| \| \| \| \| \| Lee Sang-yoon 15’ Kim Dong-gun 37’, 59’ Hwang Yeon-seok 44’ Lee Ki-beom 51’ Han Jung-guk 68’, 73’ Gennadi Stepouchkine 69’ Alex Agbo 89’ \| Marcatori \| \| |              |       |             |  |
| |              |       |             |  |
| Lee Sang-yoon 15’ Kim Dong-gun 37’, 59’ Hwang Yeon-seok 44’ Lee Ki-beom 51’ Han Jung-guk 68’, 73’ Gennadi Stepouchkine 69’ Alex Agbo 89’                                   | Marcatori    |       |             |  |

| Taegu 24 novembre 1996                                                                                         | Pohang Steelers | 2 – 2                                 | Yokohama Marinos |  |
| \| \| \| \| \| Lee Young-sang 48’ Rade Bogdanović 75’ \| Marcatori \| 32’ Alberto Acosta 39’ Tunitake Miura \| |                 |                                       |                  |  |
| |                 |                                       |                  |  |
| Lee Young-sang 48’ Rade Bogdanović 75’                                                                         | Marcatori       | 32’ Alberto Acosta 39’ Tunitake Miura |                  |  |

| Taegu 26 novembre 1996                                                                        | New Radiant | 0 – 6                                                       | Pohang Steelers |  |
| \| \| \| \| \| \| Marcatori \| 32’, 49’(rig) 83’, 89’ Cho Jin-ho 34’, 61’ Serhiy Konovalov \| |             |                                                             |                 |  |
|                                                                                               |             |                                                             |                 |  |
|                                                                                               | Marcatori   | 32’, 49’(rig) 83’, 89’ Cho Jin-ho 34’, 61’ Serhiy Konovalov |                 |  |

| Taegu 26 novembre 1996                                                                                          | Yokohama Marinos | 2 – 3                                      | Ilhwa Chunma |  |
| \| \| \| \| \| Alberto Acosta 34’ Satoru Noda 57’ \| Marcatori \| 14’, 51’ Lee Sang-yoon 60’ Hwang Yeon-seok \| |                  |                                            |              |  |
| |                  |                                            |              |  |
| Alberto Acosta 34’ Satoru Noda 57’                                                                              | Marcatori        | 14’, 51’ Lee Sang-yoon 60’ Hwang Yeon-seok |              |  |

| Taegu 28 novembre 1996 | Yokohama Marinos | 10 – 0 | New Radiant |  |
| \| \| \| \| \| M. Suzuki 4’ Alberto Acosta 12’, 28’, 38’, 57’, 89’ Yoshito Terakawa 13’, 35’ Y. Uena 40’ T. Hirama 75’ \| Marcatori \| \| |                  |        |             |  |
| |                  |        |             |  |
| M. Suzuki 4’ Alberto Acosta 12’, 28’, 38’, 57’, 89’ Yoshito Terakawa 13’, 35’ Y. Uena 40’ T. Hirama 75’                                   | Marcatori        |        |             |  |

| Taegu 28 novembre 1996 | Pohang Steelers | 0 – 0 | Ilhwa Chunma |  |

## Semifinali
| Kuala Lumpur 7 marzo 1997 | Persepolis FC | 1 – 3 | Pohang Steelers |  |

| Kuala Lumpur 7 marzo 1997 | Ilhwa Chunma | 1 – 0 | Al-Zawraa |  |

## Finale 3º-4º posto
| Kuala Lumpur 9 marzo 1997 | Persepolis FC | 4 – 1 | Al-Zawraa |  |

## Finale
| Kuala Lumpur 9 marzo 1997 | Pohang Steelers | 2 – 1 (dts) | Ilhwa Chunma |  |

## Fonti
- RSSSF, su rsssf.com.
- Albo d'Oro della competizione tratto dal sito ufficiale dell'AFC [collegamento interrotto], su livedraw.the-afc.com.